# Drosophila mahican
Drosophila mahican är en tvåvingeart som beskrevs av Sturtevant och Theodosius Grigorievich Dobzhansky 1936. Drosophila mahican ingår i släktet Drosophila och familjen daggflugor.
Artens utbredningsområde täcker delar av nordöstra USA, den har hittats i New Jersey och Massachusetts.